# Мальчик с яблоком
«Ма́льчик с я́блоком» (англ. Boy with apple) — картина британского художника Майкла Тейлора, написанная в 2012 году. Тейлор создал картину по заказу для использования в качестве реквизита в фильме Уэса Андерсона «Отель „Гранд Будапешт“» (2014). Вымышленная история портрета сыграла важную роль в сюжете фильма, картина выступила макгаффином — предметом, вокруг которого и строилось всё действие.
На картине изображён мальчик в костюме эпохи Ренессанса, опускающий зелёное яблоко в ладонь правой руки, придерживая его двумя пальцами левой. Для портрета Майклу Тейлору позировал танцор Эд Мунро. Картина получила положительные отзывы критиков и искусствоведов как пример удачной стилизации под живопись эпохи Ренессанса. В настоящее время местонахождение картины её создателю неизвестно.

## Сюжет фильма
Действие фильма происходит в 1930-е годы. В своём замке умирает престарелая мадам Д. (Тильда Суинтон), подруга мсье Густава М. (Рэйф Файнс), старшего консьержа отеля «Гранд Будапешт». Отель находится в курортном городке Небельсбаде, расположенном у подножия гор Судетенвальц в вымышленной восточноевропейской стране Зубровке, бывшей в своё время центром империи. Мсье Густав и коридорный отеля Зеро Мустафа (Тони Револори) приезжают в замок мадам Д. на оглашение завещания. Выясняется, что мадам Д. оставила мсье Густаву картину «Мальчик с яблоком». Однако её сын Дмитрий (Эдриен Броуди) протестует и выгоняет Густава и Зеро. Зеро убеждает мсье Густава украсть картину, и это им удаётся, они покидают замок, увозя с собой «Мальчика с яблоком». Вместо портрета Зеро вешает другую картину — это изображение двух любовниц-лесбиянок, написанных в узнаваемой манере Эгона Шиле.
Мсье Густав и Зеро прячут «Мальчика с яблоком» в одном из служебных помещений отеля «Гранд Будапешт». Вскоре им приходится покинуть отель и, пройдя через ряд опасных приключений, снова возвратиться туда. Началась война, Зубровка оккупирована, и отель заполнен военными. Густав, Зеро и невеста последнего Агата (Сирша Ронан) приезжают в отель, чтобы забрать картину из тайника. На выходе из отеля с картиной в руках Агата сталкивается с Дмитрием, облачённым в военную форму. Тот сразу понимает, что несёт девушка. Погоня Дмитрия за Агатой завершается перестрелкой всех со всеми, в финале которой обнаружено второе завещание мадам Д., спрятанное с обратной стороны «Мальчика с яблоком». Мсье Густав по этому завещанию становится обладателем всего её имущества, включая отель (так как неизвестным владельцем «Гранд Будапешта» была мадам Д.).
Через много лет (1960-е годы), когда мсье Густав уже погиб, Агата умерла от «прусского гриппа», а Зеро Мустафа унаследовал отель, «Мальчик с яблоком» мирно висит в вестибюле старого отеля «Гранд Будапешт» за спиной консьержа мсье Жана, и никто не замечает этой картины.

## Описание
Мальчик изображён сидящим в кресле, что несколько выбивается из традиции ренессансного портрета — таким образом обычно изображались женщины. Его светлые волосы коротко острижены, костюм сшит из бархата и парчи. На стене, частично закрытой бархатным занавесом, приколота записка. Двумя пальцами левой руки мальчик держит за черенок зелёное яблоко и опускает плод в ладонь правой.
Слева вверху на полотне нанесён текст: «ANNO D MDCXXVII», слева внизу — подпись художника и дата: «1627». С левой стороны на уровне глаз мальчика размещена надпись: «Unicus filius ducati undecimi».
В сценарии портрет описан следующим образом: «… прекрасная картина фламандской школы, изображающая бледного мальчика с кусочком золотистого плода».

## Ван Хойтль
В краткой биографической справке, на мгновение показанной в руках Дмитрия, о знаменитом художнике Ван Хойтле сообщается следующее. Он родился в некоей Murkish low-land («Муркишской низменности») в 1613 году. Любил светлые оттенки, яркие краски, писать «блестящее и бархатистое». Работал очень медленно и поэтому разорился. Автор «пожалуй, дюжины лучших портретов того периода». Умер в 1669 году.

## История создания портрета
Альбрехт Дюрер
Британский художник Майкл Тейлор написал «Мальчика с яблоком» в 2012 году для будущего фильма «Отель „Гранд Будапешт“». К Тейлору сначала обратилась продюсер фильма Молли Купер, обрисовав задание только в общих чертах. По словам художника, он заинтересовался тем, что нужно написать не просто картину, а портрет, и позировать ему будет натурщик. Вскоре режиссёр Уэс Андерсон более точно описал Тейлору то, что он хотел получить. Он представлял себе портрет в стиле эпохи Возрождения, содержавший отсылки к образам европейского искусства. Первое, что произнёс режиссёр, связавшись с Тейлором и тем заинтриговав его, это было имя Йоханнеса Ван Хойтля. Андерсон активно внёс свой вклад в работу художника. Он настаивал, чтобы картина была написана так, как писали свои портреты отец и сын Гольбейны (в одном из интервью Андерсон сказал, что не знает, какой из Гольбейнов — старший или младший — вдохновил его), Аньоло Бронзино (его работу из Галереи Фрика режиссёр запомнил особо), Лукас Кранах Старший и ряд фламандских и нидерландских художников. По словам Андерсона, картина должна была походить на произведение заальпийского художника, написанное в традициях Северного Возрождения.
Чтобы Тейлор прочувствовал атмосферу фильма, Андерсон прислал ему не только «необычный» сценарий, но и множество картинок с замками, горными обсерваториями и различными отелями Восточной Европы старой постройки, тортами и «прочими вещами». Тейлор не сразу понял задачу режиссёра: Андерсону не нужна была копия какой-либо старой картины, его интересовало новое произведение, в котором соединились бы черты многих шедевров. При этом портрет должен был производить впечатление подлинного и в то же время создавать ощущение у зрителя, что он выбивается из традиции. Андерсон также хотел, чтобы художник добавил в портрет по хотя бы одной детали из каждой картинки, которые были ему присланы.
Так как по ходу действия герои снимают картину со стены, неоднократно переносят её, держа подмышкой, Тейлору пришлось писать на холсте меньшего размера, чем он обычно использует для своих полотен. Этот момент вызывал беспокойство у художника, и он просил знакомых разного роста «украсть для него» картину, чтобы удостовериться, правильно ли выбраны её размеры. Андерсон хотел, чтобы картина была «забавной», и Тейлор решил эту задачу с помощью необычного положения пальцев руки, которой мальчик держит яблоко. Художник отметил, что, несмотря на некоторую вычурность этого жеста, в XVI—XVII он не считался смешным.
Модель для портрета нашли довольно быстро: после объявления в студии, что нужен молодой человек со светлыми волосами и балетного телосложения, Эд Мунро, ученик театральной школы, прислал свои фотографии и был выбран Андерсоном на следующий же день. Фотографии направили Тейлору, и он одобрил выбор. Эду примерили пятьдесят исторических костюмов, и все возможные варианты были отсняты, Андерсон отобрал один из них. Он составил себе точное представление о том, каким должен быть костюм, какие материалы должны быть написаны Тейлором, их цвета, их структуры, и это несколько сковывало исполнителя. Был подобран реквизит, Тейлор со своей стороны «предоставил яблоко». Для самостоятельной работы режиссёр дал Тейлору два месяца, лично присоединившись к процессу лишь в финальной части. До этого момента переписка и обмен изображениями шли по электронной почте. По словам художника, совместная с Андерсоном работа над картиной была для него новым опытом, и он даже опасался, всё ли получится. Однако уверенность Андерсона в успехе начинания сыграла самую положительную роль.

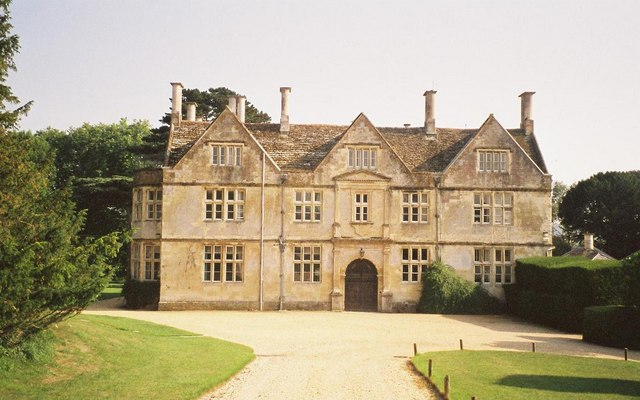
Здание Hanford School в Хэнфорде, где Эд Мунро позировал для портрета

Изначально для позирования предполагалось построить специальные декорации на студии в Лондоне, однако художнику не понравилась сама идея. Он предложил для этой цели поместье времени правления Якова I недалеко от своего дома в Дорсете. В поместье находится школа для девочек Hanford School. Там была, по словам художника, «подходящая атмосфера»; чтобы ещё более погрузиться в неё, он и Эд слушали музыку эпохи Елизаветы. Эд позировал во дворе, на фоне старинной каменной стены. Так как он был занят в постановке «Поющих под дождём» в Вест-Энде, пришлось внести коррективы в график работ и совместить позирование с его каникулами. В Дорсет Эд приезжал со своей матерью. Сеансы были достаточно утомительны, Мунро особенно трудно было сохранять положение пальцев левой руки (этот жест повторял один из рисунков Альбрехта Дюрера). Художник отметил, что они неплохо ладили друг с другом, хотя ему пришлось запретить Эду жевать жвачку и пользоваться айфоном.
По окончании работы, которая продолжалась с перерывами четыре месяца, Тейлор заказал, следуя описанию Андерсона, раму для портрета, похожую на старинную. Мастер, изготовивший её, использовал дерево, поражённое древоточцем, и аутентичные кольца из латуни. Чтобы картина выглядела подлинной, Тейлор впервые за свою карьеру обратил внимание на её оборотную часть. Он прибил холст к тёмному подрамнику не скобами, а ржавыми гвоздями, клеил этикетки продавцов, специально разорванные и запачканные.
После того, как картина была отправлена Андерсону, Тейлор не видел её и не знает, где она находится. Как художник сказал в интервью, он думает, что картина «прокладывает свой собственный путь в мире», и это ему нравится.

## Восприятие
И фильм в целом, и картина «Мальчик с яблоком» были тепло приняты критиками и зрителями. Огромное внимание в фильме было уделено предыстории картины, являющейся макгаффином. Её создание приписывается вымышленному художнику «Йоханнесу Ван Хойтлю Младшему», известны годы его жизни — он родился в 1613 и умер в декабре 1669 года. Как отмечает критик The Guardian, искусствовед Джонатан Джонс, картина «принадлежит к чешскому маньеризму, высокому Габсбургскому Возрождению, будапештскому неогуманизму», и это вымышленное произведение воздаёт должное европейскому искусству минувшей эпохи. Нетрудно представить, продолжает Джонс, как портрет появился в этом уголке Европы — император Рудольф II Габсбург, знаменитый меценат, покровитель людей искусства, собрал в Праге коллекцию произведений эпохи маньеризма.

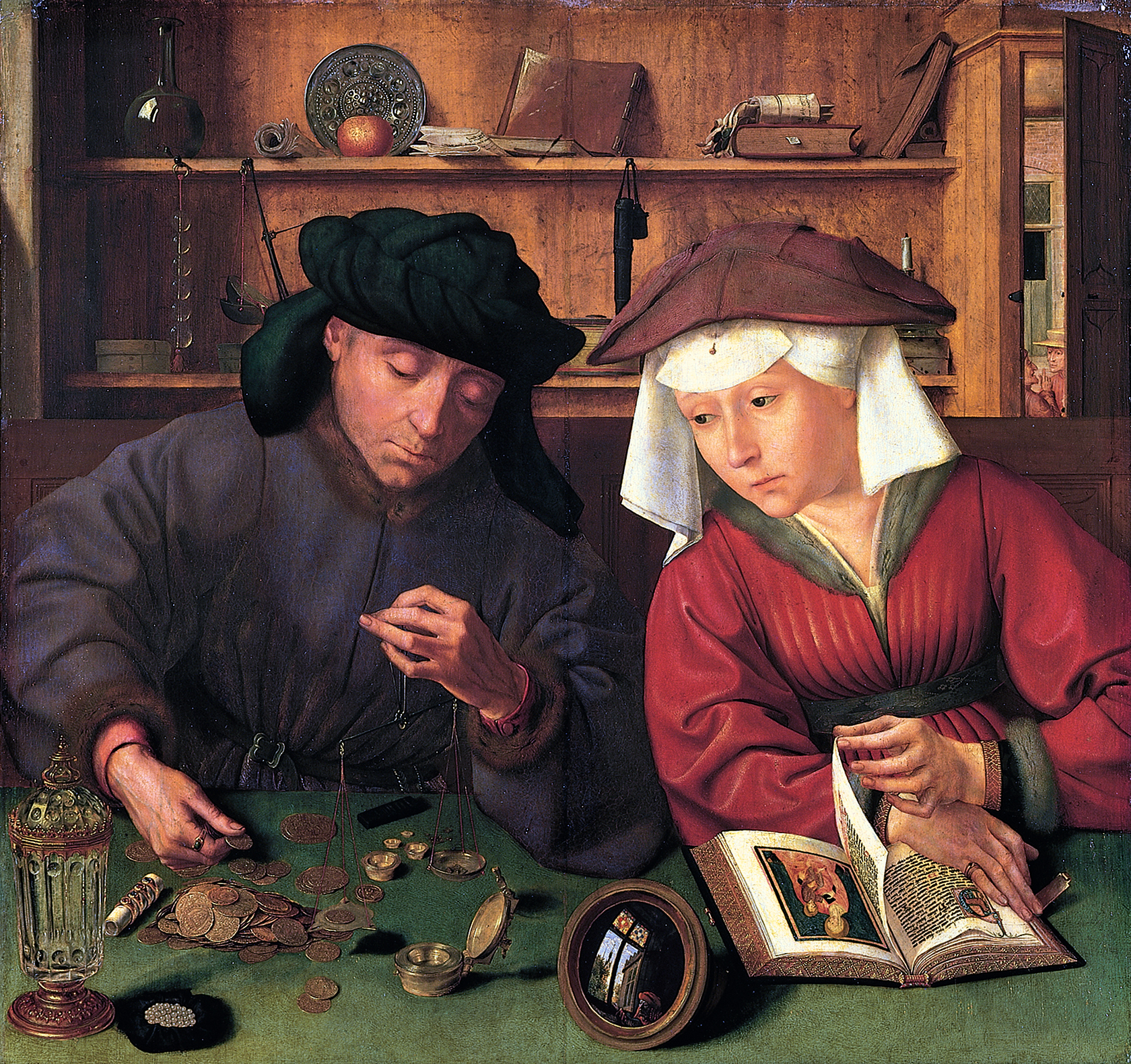
Квентин Массейс. Ростовщик и его жена. 1514

Джонс провёл полный анализ картины «Мальчик с яблоком» и резюмировал, что портрет «действительно бесценен как шутка по истории искусства»: «прекрасно сконструированная чепуха в том же игривом духе, что и всё остальное в восхитительном среднеевропейском фэнтези Уэса Андерсона». Некоторые детали могут показаться вызывающими: чересчур увеличенный гульфик, молодой человек сидит в кресле, подобно многим моделям-женщинам XVI века, клочок бумаги, приколотый на заднем плане, вкупе с намёками на женственность, может наводить на мысль о любовной записке от поклонника-мужчины. Записка, по Джонсу, — тревожная деталь, отсылающая к портрету купца Георга Гизе Ганса Гольбейна Младшего и картине Квентина Массейса «Ростовщик и его жена» — эта записка становится в ряд с другими «эмблемами жадности и тщеславия», которыми окружены герои этих произведений.
В портрет вложено и назидательное содержание — это яблоко, один из самых известных символов авраамических религий. Змей соблазнял Еву яблоком с Дерева познания. Съев плод, она совершила грехопадение и обрекла человеческий род на земную жизнь, полную трудов и нужды. Портретов, где модель изображалась бы с яблоком, известно не очень много, возможно, именно из-за того, какое значение придавалось ему. Символизм «Мальчика с яблоком» явно указывает на чувственность, характерную для произведений маньеризма. Изначально художник хотел усилить пессимистическую ноту, добавив изображение оловянного подноса с черепом птицы, что вкупе с гниющим яблоком должно было бы служить напоминанием о memento mori. Однако, по настоянию Андерсона, череп был убран, о чём впоследствии сожалел Тейлор.
Критик Мэтт Золлер Сайтц отмечает, что фильм имеет сложный многоплановый сюжет, фильм — «огромная повествовательная машина», которая работает на «два режима» — фарсовый и детективный. Возвращение картины есть движущая сила детективной составляющей. Чтобы достичь своей цели, герои проходят через множество приключений. Однако для них главное не сюжетные повороты, а внутренние переживания, что ждут их на этом пути.

## Анахронизм и другие ошибки

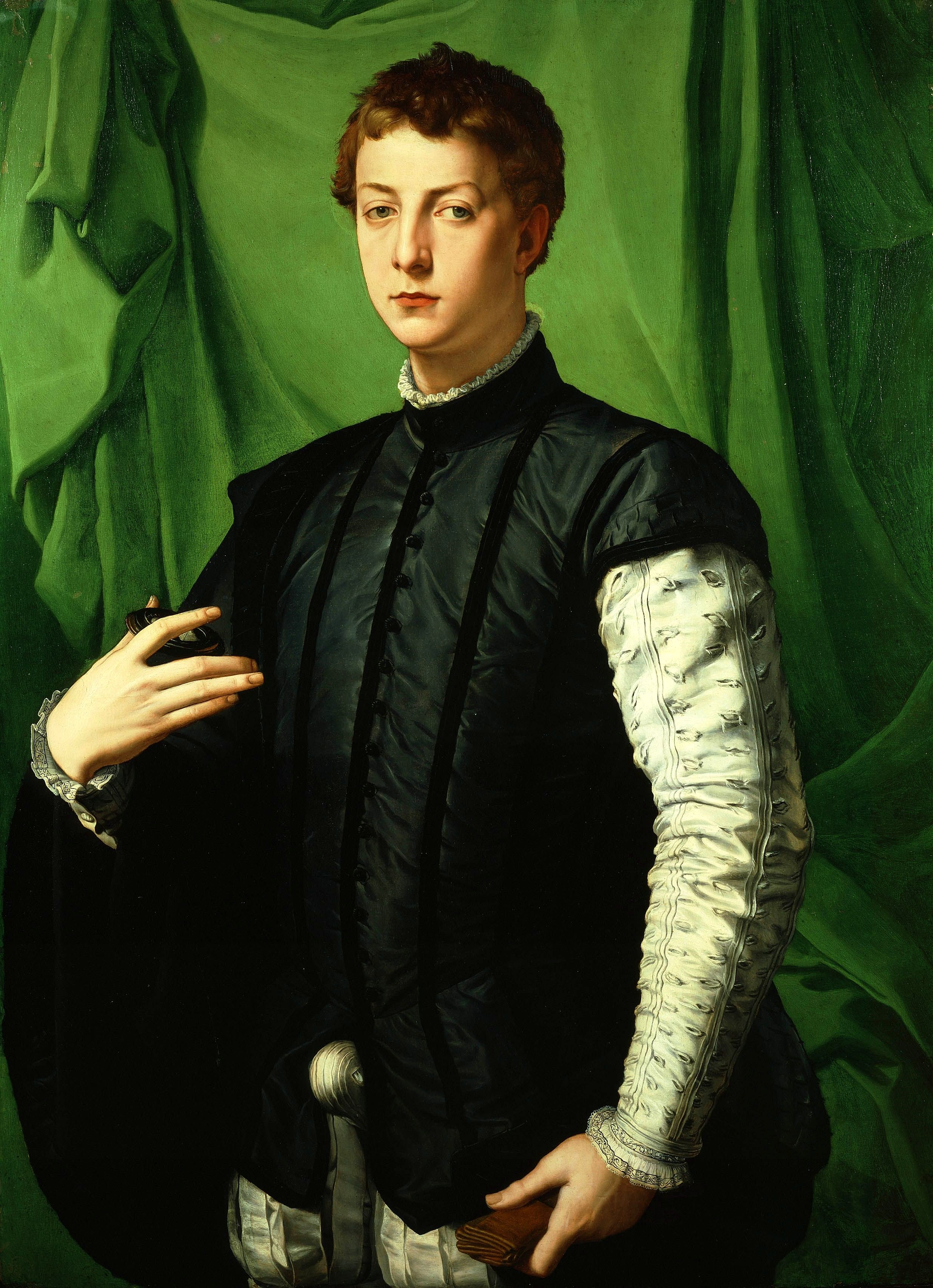
Аньоло Бронзино. Портрет Лодовико Каппони. Ок. 1550—1555. Коллекция Фрика. Возможно, именно эта картина Бронзино запомнилась Уэсу Андерсону

Ван Хойтль представлен в фильме как художник, работавший в середине XVII века, однако «Мальчик с яблоком» написан в стиле, характерном для более ранней эпохи, в стиле живописи Северного Возрождения. Прежде всего это заметно по тому, насколько отстранённой, замкнутой выглядит модель на работе Тейлора. Для изобразительного искусства XVII века характерны бо́льшая открытость и эмоциональность, связь, которая устанавливается между изображённым и зрителем. Этого контакта нет в портретах предшествующей эпохи, где портретируемые, хотя их взгляд и направлен прямо на зрителя, словно изолированы от окружающего мира и порой высокомерны, а их позы несколько скованы. Как и в живописных произведениях XVI века, у Тейлора все детали выписаны с особенной тщательностью. Джонсон указывает на гипертрофированную манерность портрета, которая была отличительной чертой маньеризма. Галерист Эндрю Рассет (англ. Andrew Russeth) предположил, что работа Бронзино из Коллекции Фрика, которая запомнилась Андерсону, это почти наверняка портрет представителя знаменитой семьи Каппони, Лодовико, написанный около 1550—1555 годов. Молодой человек на портрете Бронзино держит в правой руке камею, его пальцы почти полностью скрывают то, что вырезано на ней. Видно лишь одно слово: sorte («судьба»), что очень символично.
Внимательный зритель может заметить, что художником немного нарушены пропорции: голова мальчика написана чуть крупнее, чем есть на самом деле. Тейлор как бы подсказывает, что портрет современный, что он не подделал картину прошедшей эпохи, а создал самостоятельное произведение. Также никогда художники той эпохи не обозначали на картине дату создания дважды: арабскими и римскими цифрами (1627), как это сделано у «Мальчика с яблоком». Надпись на латыни «Unicus filius ducati undecimi» («Единственный сын одиннадцатого герцога») также не соответствует обычаям того времени, кроме того, на подлинных портретах тексты на фоне размещены более естественно, у Тейлора же явно видно, что они нанесены «вторым слоем».
Картины художников Северного Возрождения (если только речь идёт не о Гольбейне или Дюрере) в 1930-е годы, как это представляется в кинофильме, не стоили больших денег. Лишь позднее на рынке изобразительного искусства цены на них поднялись. Ирония здесь заключается также в том, что работа такого художника, как Эгон Шиле, в настоящее время стоит гораздо больше, чем произведения старых северных мастеров. «Акварель Эгона Шиле» (как отмечает Джонсон, «это современное сокровище»), которую Дмитрий, поняв, что утратил старинный шедевр, уничтожает в порыве гнева, была также создана специально для фильма художником Ричем Пеллегрино.